# Джон Белуши
Джон Белуши (на английски: John Belushi) е американски актьор и комик от албански произход. По-голям брат е на актьора Джеймс Белуши. Една от най-известните му роли е в мюзикъла Блус Брадърс.

## Биография
Джон Белуши е син на Агнес и Адам Белуши, албански емигранти. Завършва гимназия през 1967 г. Още от първокласник е известна личност и капитан на училищния футболен отбор. Получава прозвището Убиец заради способността си да вкарва голове. След като излиза от един университет, той влиза в друг, където обаче не му дават стипендия като спортист. За да я получи все пак, той се премества в спортния факултет на университета, но и там не го признават. Следва непрекъсната смяна на университети, докато Белуши получава диплома.
Неговият баща притежава два ресторанта и Джон трябвало да ги наследи. Но бащата ги дава на по-малкия си син – Джеймс. През 1971 г. Джон отива на прослушване в Чикагския сатиричен театър. Приет е в трупа, където има само млади актьори. Тогава Джон се увлича по музиката на Джо Кокър и започва да пробва „интересни“ вещества – наркотици като марихуана, пейот и др.
Когато отива в Канада, се запознава с Дан Акройд. Джон му предлага работа в своята трупа, но той отказва и отвръща с по-добро предложение. Двамата създават забавен дует, който става много успешен. Кулминацията на славата му е мюзикълът Блус Брадърс (1980).
Умира на 5 март 1982 г. от свръхдоза на кокаино-хероинова смес. Погребан е на 9 март на гробището Ейбълс Хил, остров Мартас Уайнярд, Масачузетс.

## Филмография
| година | филм                     | оригинално заглавие | роля                      | режисьор        |
| ------ | ------------------------ | ------------------- | ------------------------- | --------------- |
| 1978   | Животинска къща          | Animal House        | Джон (Блуто) Блутарски    | Джон Лендис     |
| 1978   | Пътуване на юг           | Goin' South         | Депюти Хектор             | Джак Никълсън   |
| 1979   | Стари приятели           | Old Boyfriends      | Ерик Кац                  | Джоан Тюксбъри  |
| 1979   | 1941                     | 1941                | Капитан (Уайлд) Бил Келсо | Стивън Спилбърг |
| 1980   | Блус Брадърс             | The Blues Brothers  | (Джолиет) Джейк Блус      | Джон Ландис     |
| 1981   | Съседи                   | Neighbors           | Ърл Кийз                  | Джон Авилдсън   |
| 1981   | Разделяне на териториите | Continental Divide  | Ърни Сучак                | Майкъл Аптед    |